# Georges Lapicque
Pour les articles homonymes, voir Lapicque.
Georges Louis Jean Lapicque, dit Jean de Lost-Pic de son nom de plume, est un officier de marine, scientifique et poète français né le 7 mai 1921 dans le 14e arrondissement de Paris où il est mort le 25 février 2012 dans le 5e arrondissement,.

## Biographie
Georges Lapicque est en 1939 élève en classe préparatoire à Cherbourg en vue d'intégrer l'École navale. Le 1er août 1940, il rallie la France Libre, et suit les cours de l'École navale de Londres. Il mène ensuite une carrière d'officier de marine, puis est ingénieur et chercheur au Commissariat à l'Energie Atomique entre 1959 et 1966. 
Il est, sous le nom de Jean de Lost-Pic, auteur de six recueils de poésie de forme classique. Il a obtenu le prix Heredia de l'Académie française en 1997 pour son recueil Marines. Il a été président de l'Académie de la poésie française et directeur littéraire de la revue trimestrielle L'Albatros aux éditions Arcam. Il a reçu les félicitations écrites du général de Gaulle pour une nouvelle sur le 19 juin 1940 et une contribution à l'anthologie Renaissance du poète Martin-Saint-René. 
Il est décédé le 25 février 2012 à l'âge de 90 ans. Un prix Jean de Lost-Pic, d'après son nom d'auteur, a été créé, à sa mémoire, par la Société des poètes français, le 18 mai 2013. 
Il était le fils du peintre Charles Lapicque et de son épouse, Aline Lapicque-Perrin, elle-même fille du physicien Jean Perrin. Il était aussi l'auteur de plusieurs textes sur la vie et l'œuvre de son père. 
Le fils de Georges, Yann Lapicque, officier de marine lui aussi, a publié à son tour un ouvrage intitulé Le village de l'Arcouest en Côtes-d'Armor et ses environs sous l'Occupation.

## Recueils de poésie
- L'arc en ciel marin (1967)
- La lumière des îles (1990) [lire en ligne]
- Sonnets du soleil (1992)
- Marines (1994)
- Les violons de l'azur (1998)
- Les reflets de la mer (2002)
- Les fleurs du soleil (2005)
- Le sourire des pierres (2009)

## Participation à des anthologies
- Renaissance, les études poétiques, direction Martin-Saint-René, 1965.
- Poètes classiques de France, direction Hermine Vénot-Focké, 1985, ARCAM.
- Les poètes aiment les animaux, direction Hermine Vénot-Focké, 1989, ARCAM.
- Beautés et laideurs de la vie, ou l'amour et la haine, direction Hermine Fénot-Focké, préface de Jean de Lost-Pic, 1992, ARCAM.
- Anthologie pour le cinquantenaire de l'Académie des poètes classiques de France, direction Jean de Lost-Pic, 1999, ARCAM.
- Participation aux anthologies: Les poètes de 1789 et la révolution française ; Les poètes et le sport ; Les poètes et l'art ; Les poètes et les Amériques ; La paix ; La ville ; Les rêves ; Dieu ; L'humour ; Le Temps ; La montagne ; La musique ; Les astres ; Les poètes et les îles (Jean Grassin, Carnac).
- Académie internationale de Lutèce, livre d'or des 25 ans, Jean Grassin, 1992.
- Cinquante ans de poésie contemporaine, Jean Grassin, 1995.
- La poésie en l'an 2000, anthologie, Jean Grassin, 2000, préface de Jean de Lost-Pic.